# Våmbs socken
Våmbs socken i Västergötland ingick i Kåkinds härad, uppgick 1952 i Skövde stad, ingår sedan 1971 i Skövde kommun och motsvarar från 2016 Våmbs distrikt.
Socknens areal var 15,56 kvadratkilometer varav 15,53 land. År 2000 fanns här 2 724 invånare. En del av Skövde inklusive kyrkbyn Våmb med sockenkyrkan Våmbs kyrka ligger i socknen.

## Administrativ historik
Socknen har medeltida ursprung. 
Vid kommunreformen 1862 övergick socknens ansvar för de kyrkliga frågorna till Våmbs församling och för de borgerliga frågorna bildades Våmbs landskommun. Landskommunen uppgick 1952 i Skövde stad som 1971 ombildades till Skövde kommun. Församlingen uppgick 2014 i Skövde församling. 
1 januari 2016 inrättades distriktet Våmb, med samma omfattning som församlingen hade 1999/2000.  
Socknen har tillhört län, fögderier, tingslag och domsagor enligt vad som beskrivs i artikeln Kåkinds härad. De indelta soldaterna tillhörde Skaraborgs regemente och Västgöta regemente, Kåkinds kompani.

## Geografi
Våmbs socken ligger närmast väster om Skövde med Billingen i väster. Socknen är en odlingsbygd nedanför Billingen.

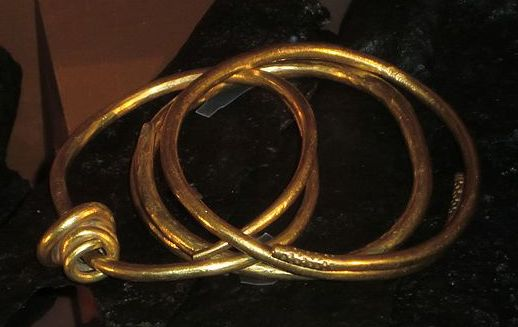
Guldarmringar från folkvandringstid funna i Våmb.

## Fornlämningar
En hällkista från stenåldern är funnen. Från järnåldern finns ett gravfält och stensättningar.

## Byar och hemman
Våmbs socken består historiskt av nedan listade byar och enstaka hemman. När en by har flera hemman anges också hemmansnumren.
- Brandstorp, enstaka hemman.
- Bykvarn, en tullkvarn, lyder under Persberg.
- Dolken, en äng vid Simsjön på före detta kronoparken Billingen, första gången i jordeboken 1874.
- Fjället (eller Skrikhult), senare Simsjöberget, första gången i jordeboken 1795 som en intäkt på kronoparken Billingen.
- Grönevägskärret, första gången i jordeboken 1795 som ett kärr.
- Gullhögen, enstaka hemman, inlagt under Våmb nr 11, Persberg (se vidare där).
- Karlsro, se Våmb nr 6, Brogården.
- Keddakärret, första gången i jordeboken 1795 som ett kärr.
- Klasborg, se Våmb nr 4, Smedsgården och nr 5, Enoksgården.
- Krokstorp, enstaka hemman, första gången i jordeboken 1613.
- Persberg, se Våmb nr 11, Persberg.
- Prästakvarn, en kvarn, första gången i jordeboken 1730.
- Prästatorpet, första gången i jordeboken som en gräsgäld.
- Risängen, en äng, första gången i jordeboken 1611, lydde senare under Svenningsgården i Våmbs by.
- Simsjöberget, se Fjället.
- Simsjön och Sjöttorp, två enstaka hemman vid sjön Simsjön, bägge i jordeboken första gången 1600 som kronotorp. På hemmanens mark har bebyggelsen Simsjön växt fram.
- Skarsjömossen, en äng, första gången i jordeboken 1795, lydde under Anders Larsgården i Våmb.
- Sumpesiken, en äng, första gången i jordeboken 1795.
- Uppsala, en äng, första gången i jordeboken 1795.

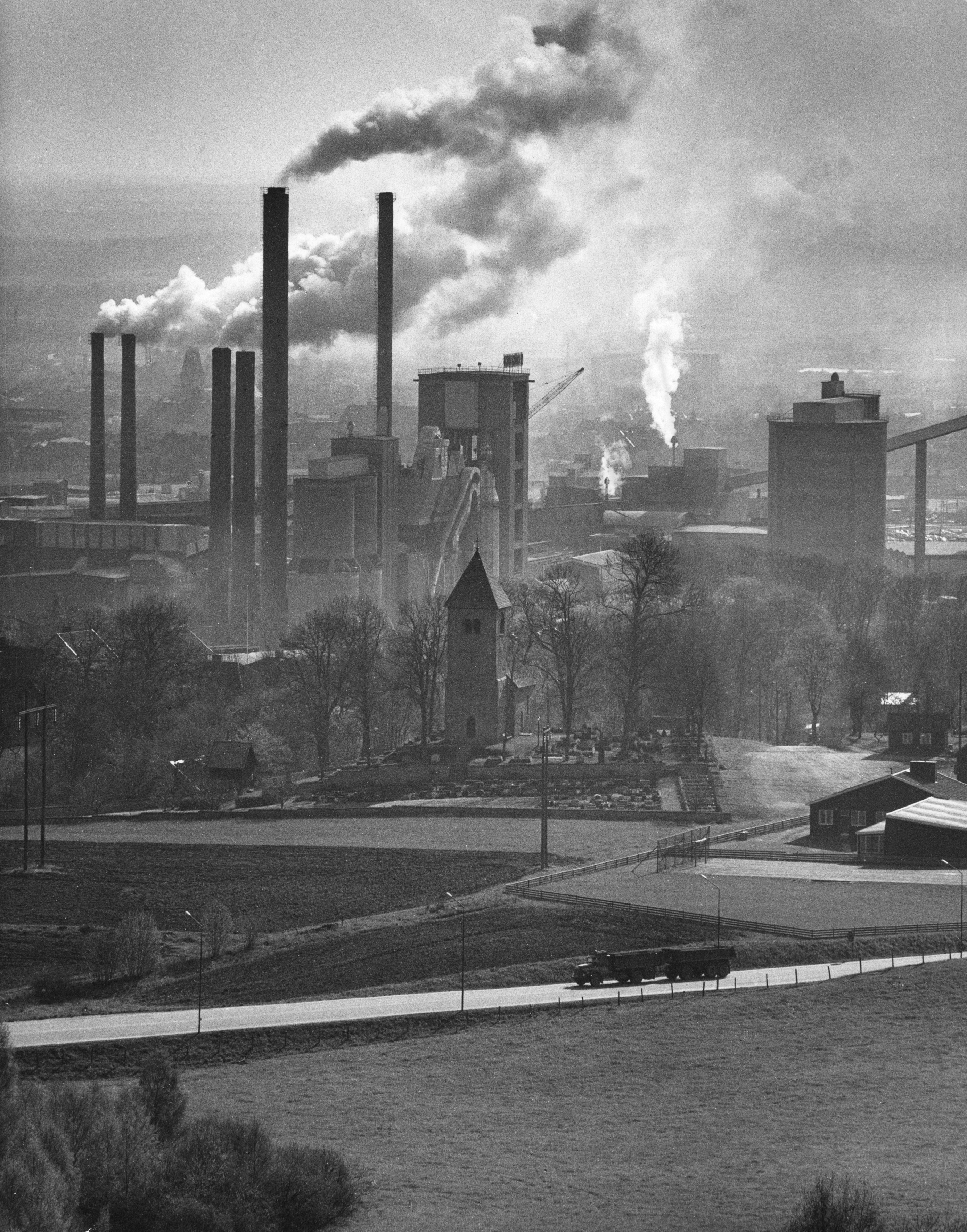
Våmbs by med kyrkan och bakom den Gullhögens bruk, också på byns mark (se nr 11 Persberg). Foto från slutet av 1960-talet av Pål-Nils Nilsson.

- Våmb, socknens kyrkby med 14 hemman (se nedan) och en tullkvarn (18 Anders Anderskvarn). På byns mark har stadsdelarna Våmb och Karlsro i Skövde växt fram, den senare dominerad av industri och handel. Också naturreservatet Klasborgs och Våmbs ängar ligger på mark från byn. Berggrunden i byn är till stora delar kalksten, vilket möjliggjort olika industrisatsningar, särskilt cementtillverkning.
  - 1 Skattegården.
  - 2 Stommen.
  - 3 Lillegården.
  - 4 Smedsgården eller Klasborg. Namnet Klasborg är givet efter en tidigare ägare Claes Andersson, som även innehade följande hemman. Klasborgs herrgård med manbyggnad uppförd omkring 1840 inköptes 1907 av Skövde stad. Den omfattade på 1940-talet 177 hektar varav 77 hektar åker.[10]
  - 5 Enoksgården eller Klasborg (se nr 4).
  - 6 Brogården eller Karlsro. Herrgården Karlsro (också stavat Carlsro) var en egendom som på 1880-talet omfattade flera gårdar i Våmbs by, däribland Karlsro och Persberg, samt Gullhögen, vidare Bankebordets såg, två kvarnar och kalkstensbrott.[11] På 1940-talet ägdes Karlsro av Skövde mekaniska stenhuggeri och kalkbruks AB (senare Skövde gasbetong AB).[12]
  - 7 Svenningsgården (se nr 11, Persberg).
  - 8 Måns Andersgård.
  - 9 Larsesgården.
  - 10 Hovmansgården, lyder under Persberg.
  - 11 Persberg, ursprungligen Bankabolet. Lydde på 1880-talet under herrgården Karlsro (se nr 6). Persberg inköptes 1916 av Gullhögens bruk som året därpå också inköpte Svenningsgården (nr 7). Egendomen Persberg användes som disponentbostad, medan jordbruksmarken var utarrenderad.[13]
  - 13 Nedergården.
  - 14 Backgården.
  - 15 Lars i Våmb, ursprungligen Backegården.

## Namnet
Namnet skrevs omkring 1270 Våm och kommer från kyrkbyn. Efterleden innehåller hem, 'boplats; gård'. Förleden innehåller sannolikt vá, 'vrå, hörn' syftande på Billingens inbuktning där kyrkan ligger.
Namnet var förr även Vårfruhems socken.